# 6409-es mellékút (Magyarország)
A 6409-es számú mellékút egy több mint tizenhat kilométer hosszú, négy számjegyű mellékút Fejér vármegye és Tolna vármegye határvidékén.

## Nyomvonala
A 6407-es útból ágazik ki, annak 27+500-as kilométerszelvénye előtt, Nagyszokoly központjában. Északkelet felé indul, 700 méter után lép ki a község házai közül, és ott még inkább az északihoz közelítő irányt vesz. 1,5 kilométer után lép át Magyarkeszi területére, a község belterületét 2,4 kilométer után éri el. Ott előbb Széchenyi utca néven húzódik, majd a központban keletnek fordul és a Kossuth Lajos utca nevet veszi fel. A falu keleti részén már a Batthyány utca nevet viseli, így hagyja el Magyarkeszi utolsó házait, az ötödik kilométere után.
A hetedik kilométerétől mintegy 700 méteren át Fürged külterületeinek legészakabbi fekvésű részét szeli keresztül, majd Felsőnyék területére ér, itt már észak felé haladva. 11,3 kilométer után éri el ez utóbbi település lakott területét, ott egy időre ismét keletnek fordul és a Kossuth utca nevet viseli. 12,7 kilométer előtt kiágazik belőle a 64 314-es út, amely a szinte teljesen megszüntetett (és ezen a szakaszok fel is számolt) Dombóvár–Lepsény-vasútvonal hajdani Felsőnyék megállóhelyére vezetett. Az út innen észak felé fordul, Béke utca néven, és 13,5 kilométer után lép ki a község területéről. A 15. kilométere után lép át a Tamási járásból Fejér vármegye Enyingi járásába, Szabadhídvég területére, a község első házait 15,9 kilométer után éri el. A neve onnét Temető utca, majd Iskola utca; így ér véget, beletorkollva a 6402-es útba, kevéssel annak 12+600-as kilométerszelvénye előtt.
Teljes hossza, az országos közutak térképes nyilvántartását szolgáló kira.gov.hu adatbázisa szerint 16,638 kilométer.

## Története
A Cartographia 2004-es kiadású Világatlaszában a Felsőnyék-Szabadhídvég közti szakasza nem szerepel. Ez azonban feltehetőleg csak szerkesztési hiba lehetett, mert egy 1989-es kiadású autóatlasz nem pusztán feltünteti az út részeként ezt a szakaszt, de egyedül azt a néhány kilométeres részt jelöli pormentesnek (szilárd burkolatúnak) az út teljes hosszából.